# Inteligibilidade mútua

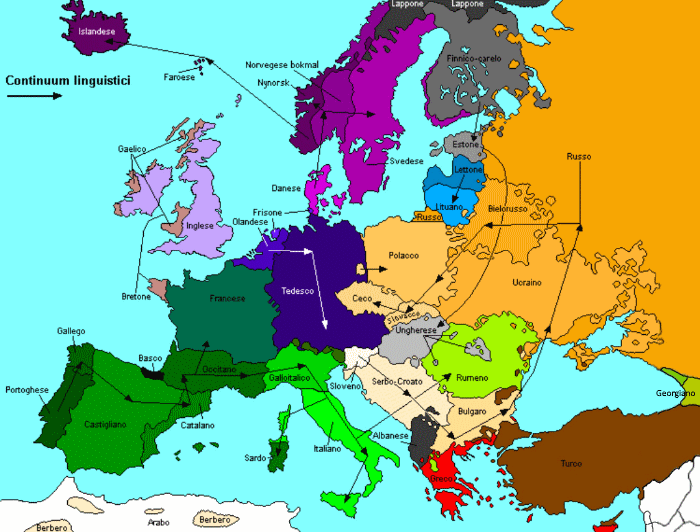
As cores semelhantes indicam línguas que pertencem ao mesmo continuum dialetal. As setas indicam alta inteligibilidade mútua.
Línguas românicas
Línguas germânicas ocidentais
Línguas nórdicas
Línguas eslavas

Em linguística, a inteligibilidade mútua ou intercompreensão é a relação entre os idiomas em que os falantes de línguas diferentes, mas relacionadas, podem compreender uns aos outros com relativa facilidade, sem estudos intencionais ou esforços extraordinários. Às vezes, é usada como um critério para distinguir línguas de dialetos, embora os fatores sociolinguísticos também sejam importantes.
A inteligibilidade entre línguas pode ser assimétrica, quando o falante de um idioma entende os falantes de outro, mas sem que ocorra o inverso. É quando ela é relativamente simétrica que é caracterizada como "mútua". Ela existe em diferentes graus entre muitas línguas aparentadas ou geograficamente próximas do mundo, muitas vezes no contexto de uma continuidade dialetal.
Inteligibilidade, dentro de todas as línguas, pode variar entre indivíduos ou grupos dentro de uma certa população, de acordo com seu conhecimento sobre a etimologia e vocabulário do seu próprio idioma, seu interesse e familiaridade com outras línguas, o domínio da conversação, traços psico cognitivos, o modo de comunicação utilizado (escrito e/ou oral), entre outros.

## Línguas mutualmente inteligíveis ou variedades de línguas
Não há distinção formal entre duas línguas diferentes e duas variedades de uma única língua, mas linguistas geralmente usam inteligibilidade mútua como um dos fatores decisivos para eleger um dos dois casos. Alguns linguistas consideram a inteligibilidade mútua como critério primário para distinguir idiomas de dialetos. Por outro lado, falantes de línguas relacionadas geograficamente podem se comunicar a um nível considerável, mesmo possuindo diferentes graus de inteligibilidade mútua. Como exemplo, no caso de uma corrente linear de dialetos que possui três variedades, onde os falantes perto do centro podem entender as variedades de ambos os extremos, porém os extremos não tem o mesmo privilégio, não sendo considerada tal corrente uma única língua. Caso a variedade central desapareça e somente as dos extremos sobrevivam, as mesmas, então, serão consideradas duas línguas diferentes, mesmo que não tenha ocorrido algum mudança na linguagem.
Além disso, convenções políticas e sociais costumam destruir considerações de inteligibilidade mútua.
Por exemplo, as variedades do chinês e do árabe são consideradas uma língua única, apesar de não haver inteligibilidade mútua entre algumas dessas variantes. Em contraste, há uma significante inteligibilidade mútua entre diferentes idiomas escandinavos, mas como cada um deles tem seu próprio formato padrão, são classificados como línguas diferentes. Para lidar com o conflito em casos como o árabe, o chinês e o alemão, às vezes é visto o termo “Dachsprache” (uma língua “guarda-chuva” sociolinguística). Árabe, chinês e alemão são idiomas no senso sociolinguístico, mesmo que alguns falantes não se compreendam sem a ajuda de algum recurso.

## Inteligibilidade assimétrica
Inteligibilidade assimétrica é uma expressão usada por linguistas para descrever duas línguas que são mutualmente inteligíveis, mas quando um grupo tem maior dificuldade de compreendimento do que o outro. Pode haver várias razões para isso. Por exemplo, se uma língua esta relacionada à outra, porém tem sua gramática simplificada, os falantes da língua original podem entender a linguagem simplificada, mas não o contrário.
Em outros casos, dois idiomas têm uma forma de escrita similar, mas são falados de maneira distinta. Se a forma falada de uma das línguas é mais parecida com a forma de escrita comum, falantes da outra língua podem entender mais esse idioma do que o contrário. Isso pode ser observado na circunstância de os povos de língua portuguesa compreenderem a língua espanhola mais facilmente que os povos de língua espanhola compreenderem a língua portuguesa, já que algumas letras (ex. ‹a e i o u r n s›) na língua espanhola tendem a ter uma só pronúncia (ou se há várias pronúncias, são similares), enquanto que na língua portuguesa a pronúncia depende do contexto e da posição dentro de uma palavra.
No entanto, talvez a razão mais comum da aparente inteligibilidade assimétrica é que falantes de uma variedade têm maior exposição a outra variedade do que vice-versa. Por exemplo, falantes do inglês escocês têm maior exposição ao inglês americano através de filmes e programas de televisão, enquanto os falantes de inglês americano tem pouco exposição ao inglês escocês. Portanto, falantes de inglês americano geralmente tem dificuldade de entender o inglês escocês, enquanto falantes do inglês escocês têm pouca dificuldade para entender o inglês americano.
Em alguns casos é difícil distinguir inteligibilidade mútua e conhecimento básico de uma língua. Muitos bielorrussos e ucranianos possuem conhecimento avançado da língua russa e usam-na como segunda língua. Assim podem facilmente compreender o russo, e os russos nativos entendem parcialmente o bielorrusso e o ucraniano.
O norueguês bokmål e o dinamarquês padrão têm inteligibilidade assimétrica, pois falantes do norueguês entendem dinamarquês melhor que o contrário.

## Lista de línguas mutuamente inteligíveis

### Forma escrita e falada
- Africâner: neerlandês (parcialmente)[1]
- alemão: luxemburguês (parcialmente)[2]
- asturo-leonês: castelhano, galego e português (alta) [3]
- azeri: turco, gagauz, urum e tártaro da Crimeia [4] (ambos parcialmente e assimétricos)[5]
- bielorrusso: russo e ucraniano (alta)[6]
- búlgaro: macedônio (alta),[7] Servo-Croata[carece de fontes?] (parcialmente)
- castelhano: asturo-leonês, galego,[8] (alta), português (em forma escrita alta, em forma falada assimétrica), catalão e italiano (parcialmente)[9][10][11]
- catalão: occitano (alta), castelhano e português (parcialmente) [12]
- corso: italiano, siciliano e napolitano (alta), sardo (parcialmente) [13]
- checo: eslovaco (alta) polaco e sorabio (parcialmente)[14]
- dinamarquês: norueguês e sueco [15] (ambos parcialmente e assimétricos[1])
- dari: persa[16]
- eslovaco: checo (alta) polaco e sorabio (parcialmente)[14]
- esloveno: servo-croata (parcialmente)[17]
- estoniano: finlandês (parcialmente)[18]
- finlandês : estoniano (parcialmente),[18] carélio (parcialmente)[19]
- francês: Com línguas de oïl e franco-provençal (alta) occitano (parcialmente)[20]
- galego: português, castelhano e asturo-leonês (alta) catalão (parcialmente) [3][21]
- irlandês: gaélico escocês (parcialmente)[22]
- inglês: escocês (alta)
- italiano: napolitano, corso e siciliano (alta), castelhano, sardo e português (parcialmente) [23]
- quiniaruanda: kirundi[24]
- kirundi: quiniaruanda[24]
- limburguês: neerlandês e africâner (parcialmente) [25]
- macedônio: búlgaro (alta),[7] servo-croata (parcialmente)[26]
- neerlandês: africâner (parcialmente),[1] limburguês e frisão [1] (parcialmente)[2]
- norueguês: dinamarquês [1] e sueco[15] (parcialmente e assimétricos)
- persa: dari[16]
- português: galego[21] e asturo-leonês (alta), castelhano (em forma escrita alta, em forma falada assimétrica), catalão e italiano (parcialmente) [9][10][11]
- polaco: checo, eslovaco e sorabio (parcialmente) [14]
- russo: bielorrusso e ucraniano (ambos parcialmente e assimétricos)[6]
- escocês: inglês (alta) [27]
- sueco: dinamarquês [1] e norueguês[15] (parcialmente e assimétricos)
- toquelauano: tuvaluano e samoano[28] (parcialmente)
- turco: azeri, gagauz, urum e tártaro da Crimeia[4] (ambos parcialmente e assimétricos)[5]
- tuvaluano: toquelauano e samoano [28] (parcialmente)
- ucraniano: bielorrusso e russo (parcialmente)[6]
- zulu: xhosa e suázi (parcialmente) [29]

### Forma falada somente
- alemão: iídiche[30] (pois alemão é escrito no alfabeto latino e iídiche no alfabeto hebraico)
- castelhano: judeu-espanhol [31] (pois o castelhano é escrito no alfabeto latino e o judeu-espanhol no alfabeto hebraico, mas também é escrito no alfabeto latino)
- dari: tajique[16] (pois o tajique é escrito no alfabeto cirílico enquanto que o dari no alfabeto perso-árabe).
- iídiche: alemão[30]
- judeu-espanhol: castelhano
- laosiano: tailandês[32] (pois o laosiano é escrito no alfabeto laosiano e o tailandês no alfabeto tailandês)
- polaco: ucraniano e bielorrusso [33] (parcialmente, pois o polaco é escrito no alfabeto latino e ucraniano e bielorrusso no alfabeto cirílico)
- persa: tajique[16] (pois o persa é escrito no alfabeto perso-árabe e o tajique no alfabeto cirílico)
- tajique: persa e dari[16] (pois o tajique é escrito no alfabeto cirílico e o persa no alfabeto perso-árabe).
- tailandês: laosiano[32]
- hindi: urdu (pois o hindi é escrito no alfabeto devanágari e urdu no alfabeto árabe)
- uigur: usbeque[34] (pois o uigur é escrito no alfabeto uigur-arábico e usbeque no alfabeto latino)
- usbeque: uigur[34]
- urdu: hindi

### Forma escrita somente
- Islandês: feroês[35]
- Alemão: neerlandês [36]
- Francês: com algumas línguas românicas. [20]
- Dialetos chineses [37]
- Dialetos árabes [38]

### Dialetos ou registros de uma língua às vezes considerados línguas separadas
- Hindustâni: hindi, urdu[39] (a forma padrão são de registros separados da mesmo estrutura de língua (chamada Hindu-Urdu ou Hundustâni), com Hindu escrito em devanágari e Urdu no alfabeto perso-árabe)
- Malaio: indonésio,[40] malaio padrão ambas variedades são baseadas no mesmo idioma e portanto são mutuamente inteligíveis apesar de numerosas diferenças lexicais.
- Servo-croata: bósnio, croata, montenegrino e sérvio são considerados línguas diferentes por razões políticas,[41] e são mutualmente inteligíveis na forma padrão,[42] tanto na forma falada ou escrita (se o alfabeto latino é usado).[43]
- Catalão: valenciano as formas padronizadas são estruturalmente a mesma linguagem e, portanto, mutuamente inteligíveis. Eles são considerados idiomas separados por razões políticas.[44]
- Romeno: moldavo as formas padronizadas são estruturalmente a mesma linguagem e, portanto, mutuamente inteligíveis. Eles são considerados idiomas separados por razões políticas. Embora se houver uma diferença notável, o sotaque é o mais relevante.[45]
- Tagalog: filipino[46]

## Dialeto continuum
Devido às dificuldades de imposição de limites em um continuum dialetal, várias línguas românicas são tomadas como exemplo, no registro de linguasphere das comunidades linguísticas do mundo. David Dalby lista 9 grupos linguísticos baseados em inteligibilidade mútua. 
- Línguas ibero-românicas: português, galego, mirandês, leonês, asturiano, castelhano ou espanhol e aragonês.
- Moçárabe (extinto)
- Línguas occitano-românicas: catalão e occitano.
- Línguas galo-românicas: línguas de oïl: francês ou parisino, normando, galo, picardo, valão, lorenês, champanhês, borgonhês, berrichão, franc-comtois, mayenês e pointevin-santogês. E o franco-provençal.
- Línguas reto-românicas: romanche, friulano e ladino.
- Línguas galo-itálicas: piemontês, ligure, lombardo, emiliano-romanhol e véneto.
- Istrioto
- Línguas ítalo-dálmatas: toscano ou italiano, corso, napolitano, siciliano, romanesco  e dálmata (extinto).
- Línguas românicas orientais: romeno ou daco-romeno, aromeno, megleno-romeno e istro-romeno
- Sardo.